# Mimosybra affinis
Mimosybra affinis är en skalbaggsart som beskrevs av Stefan von Breuning 1966. Mimosybra affinis ingår i släktet Mimosybra och familjen långhorningar.
Artens utbredningsområde är Filippinerna. Inga underarter finns listade i Catalogue of Life.